# Adam Rzążewski

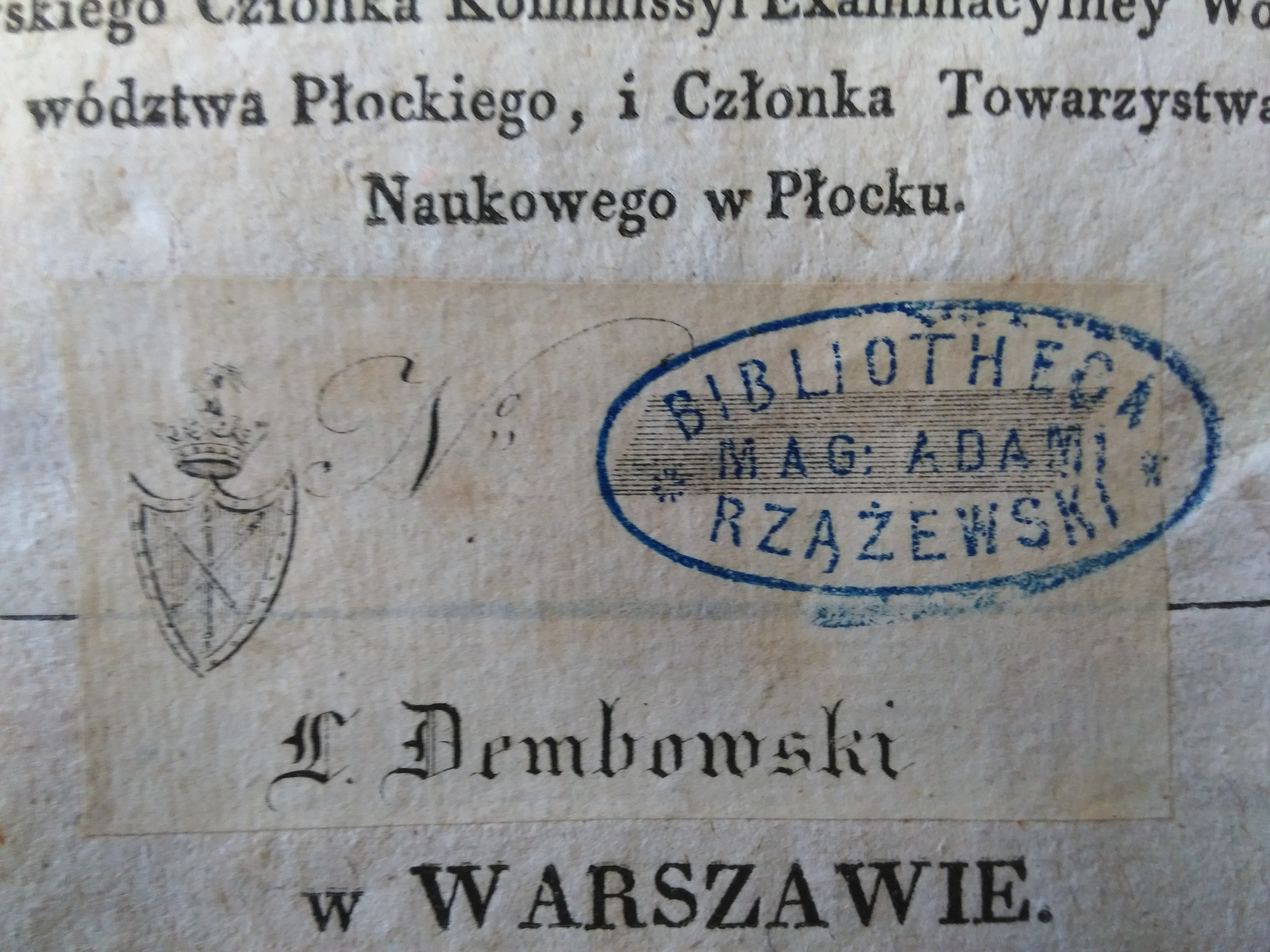
Pieczątka na książce ze zbiorów Adama Rzążewskiego

Adam Rzążewski pseudonim Aër, herbu Jastrzębiec (ur. 1844, zm. 11 sierpnia 1885) – polski historyk literatury, pisarz, publicysta, krytyk literacki.

## Życiorys
Studiował w Szkole Głównej na wydziale filologiczno-historycznym. W latach 80 XIX wieku zasiadał w komitecie redakcyjnym Encyklopedii Orgelbranda .
Wyjechał do Paryża, gdzie pisał do czasopism polskich i francuskich. Napisał studia o m.in. Zmorskim, W. Kochanowskim, Korzeniowskim.

## Publikacje
- Pierwszy romantyk (1883, powieść biograficzna o Kniaźninie)[2]
- Opowiadania i studia (1885)[3]:
  - Wieczerza, ustęp z życia Mickiewicza
  - Kontrasty, ustęp z życia Chopina
  - Mickiewicz w Odessie i twórczość jego z tego czasu
  - Kochanowski w Paryżu
- Złoty wiek literatury Dubrownika (1885)